# Signe Gaupset
Signe Gaupset (* 18. Juni 2005 in Molde) ist eine norwegische Fußballspielerin.

## Karriere

### Vereine
Gaupset spielte in ihrer Jugend zunächst von 2013 bis 2019 für den in ihrem Geburtsort ansässigen Sportsklubben Rival, danach vom 17. August bis 3. November 2020 für die B-Juniorinnen des Molde FK. Des Weiteren wurde sie am 18. und 24. Juni 2021 in zwei Qualifikationsspielen für die U19 des Molde FK im norwegischen Pokal eingesetzt.
Im Seniorinnenbereich kam sie das erste Mal für den IL Sandviken in der Toppserien, der höchsten Spielklasse im norwegischen Frauenfußball, zum Einsatz. Sie bestritt ihr erstes von fünf Punktspielen in der Spielzeit 2021 am 4. September 2021 beim 4:0-Sieg gegen Arna-Bjørnar und erzielte mit dem 2:0 in der 32. Minute sogleich ihr erstes Tor. Damit hatte sie Anteil an der später errungenen ersten Meisterschaft in der Geschichte des Vereins.
Der Zusammenschluss mit der Frauenfußballabteilung von Brann Bergen führte zur Vereinsbezeichnung SK Brann Kvinner, mit der der Verein in die Spielzeit 2022 ging. Gaupset kam für den unter diesem Namen geführten Verein in 24 Pflichtspielen (19 Punkt-, 5 Pokalspiele) zum Einsatz, in denen sie fünf Tore erzielte und das Double gewann. Mit neun Pflichtspielen und einem Tor in der Folgespielzeit verzeichnete sie in beiden Kategorien ihren niedrigsten Wert, mit 27 Punktspielen in der Spielzeit 2024 die meisten und mit zehn Toren nach 14 Spielen in der Spielzeit 2025 ebenfalls die meisten und damit ihre jeweiligen Bestwerte. Im März 2025 wurde ihre Vertragslaufzeit vorzeitig auf Sommer 2027 ausgedehnt.

### Nationalmannschaft
Ihr Debüt als Nationalspielerin für den NFF gab sie in der U16-Nationalmannschaft am 18. August 2021 bei der 2:5-Niederlage gegen die U16-Nationalmannschaft Spaniens. Ihr letztes Länderspiel in dieser Altersklasse bestritt sie am 15. Oktober 2021 bei der 1:2-Niederlage gegen die U16-Nationalmannschaft Irlands. Ihre Länderspieltore erzielte sie in ihrem sechsten Einsatz am 12. Oktober 2021 beim 4:1-Sieg im Freundschaftsspiel gegen die U16-Nationalmannschaft Ungarns.
Für die U17-Nationalmannschaft kam sie im Zeitraum vom 20. Februar vom 9. Mai 2022 in acht Länderspielen zum Zuge, in denen sie ebenso viele Tore erzielte; vier davon beim 12:0-Sieg über die U17-Nationalmannschaft Rumäniens.
Für die U19-Nationalmannschaft bestritt sie im Zeitraum vom 4. September bis 21. Februar 2023 acht Länderspiele, in denen sie sechs Tore erzielte. Für die U23-Nationalmannschaft kam sie einzig am 4. April 2025 in San Pedro del Pinatar beim 4:2-Sieg im Freundschaftsspiel gegen die U23-Nationalmannschaft Italiens zum Einsatz.
Ihr A-Länderspieldebüt gab sie am 27. Februar 2024 in Stavanger beim 5:0-Sieg im Play-off-Rückspiel im Wettbewerb der Nations-League mit der Einwechslung für Celin Bizet Ildhusøy in der 73. Minute.
Ihr zweites A-Länderspiel war das vierte der EM-Qualifikationsgruppe A1 beim 1:1-Unentschieden gegen die Nationalmannschaft Italiens am 4. Juni 2024 in Ferrara. Sie wurde auch in den beiden EM-Ausschlussspielen der ersten Runde gegen die Nationalmannschaft Albaniens eingesetzt (Hinspiel 5:0 am 25. und Rückspiel 9:0 am 29. Oktober 2024; 1 Tor). Sie bestritt ferner das vierte bis sechste Spiel in der Gruppe A2 im Wettbewerb der Nations-League und die am 26. Juni 2025 in Freundschaft ausgetragene Begegnung mit der Nationalmannschaft Schwedens, das in Oslo mit 0:2 verloren wurde.
Dem Kader für die Europameisterschaft 2025 zugehörig, wurde sie im zweiten und dritten Spiel der Gruppe A berücksichtigt, wobei sie im letzten Gruppenspiel am 10. Juli in Thun beim 4:3-Sieg über die Nationalmannschaft Islands mit den Treffern zum 1:1 und 2:1 in der 15. und 26. Minute zwei Tore erzielte; sie wurde mit ihrer beeindruckenden Spielweise zur Spielerin des Spiels gekürt. Mit der 1:2-Niederlage im Viertelfinale gegen die Nationalmannschaft Italiens schied sie mit ihrer Mannschaft aus dem Turnier aus.

## Erfolge
SK Brann
- Norwegischer Meister 2022
- Norwegischer Pokal-Sieger 2022

IL Sandviken
- Norwegischer Meister 2021